# Hideyuki Nozawa
Hideyuki Nozawa (野澤 英之 Nozawa Hideyuki?, Saitama, 15 de agosto de 1994) es un exfutbolista japonés que jugaba como centrocampista.

## Trayectoria

### Clubes
| Club                        | País  | Año       |
| --------------------------- | ----- | --------- |
| F. C. Tokyo                 | Japón | 2013-2019 |
| J. League sub-22 (cedido)   | Japón | 2014-2015 |
| F. C. Tokyo sub-23 (cedido) | Japón | 2016      |
| FC Gifu (cedido)            | Japón | 2017      |
| Ehime FC (cedido)           | Japón | 2018-2019 |
| Ventforet Kofu              | Japón | 2020-2022 |

## Palmarés

### Títulos nacionales
| Título             | Club           | País  | Año  |
| ------------------ | -------------- | ----- | ---- |
| Copa del Emperador | Ventforet Kofu | Japón | 2022 |